# Scanner Sombre
Scanner Sombre — приключенческая компьютерная игра с элементами хоррора, разработанная и изданная компанией Introversion Software 26 апреля 2017 года для Microsoft Windows и macOS.
В июне 2017 года у игры появилась поддержка очков виртуальной реальности Oculus Rift и HTC Vive.
Игра представляет собой исследование пещеры без источников света с помощью лидара. По мере продвижения игрок усовершенствует свой сканер и узнаёт секреты пещеры и подробности событий, произошедших в ней в прошлом.
Scanner Sombre получила смешанные, но в большинстве своём положительные отзывы. Критики похвалили игру за уникальную игровую механику и графический стиль; но подвергли критике за непродолжительность и то, что весь игровой процесс строится вокруг одной новаторской механики, помимо которой в игре мало содержания.

## Игровой процесс
Scanner Sombre — это приключенческая игра-исследование с видом от первого лица. Действие игры происходит в тёмной пещере без каких либо источников света. Главный герой вооружён лишь геологическим сканером, основанном на технологии лидар. По мере продвижения по пещере игрок сканирует пространство вокруг себя тем самым рисуя трёхмерную карту окружающего мира. Объекты, от которых отразились лучи лидара, помечаются цветными точками и сохраняются в памяти. Таким образом, отойдя в неисследованную область пещеры, и посмотрев назад, игрок может увидеть уже разведанные участки. На протяжении почти всей игры единственными объектами, состоящими не из цветных точек, являются рука главного героя и его сканер.
По пещере разбросаны различные усовершенствования для лидара, такие как просмотрщик всей исследованной карты или сканер материалов, позволяющий узнать из чего состоят окружающие предметы. Помимо них игрок изредка может найти стационарные лидары и механизмы с которыми можно взаимодействовать.
Сюжетное повествование ведётся с помощью мыслей главного персонажа появляющихся на экране в виде текста при посещении определённых участков пещеры. Главный герой может погибнуть, упав с большой высоты. Игрок должен
своевременно обнаруживать опасности, такие как обрывы или отсутствующие доски в деревянных мостах. В игре также присутствуют враги, способные убить героя. Структура игры главным образом линейная и открытие участков пещеры идёт в строгом порядке. Тем не менее в игре присутствуют секреты, а игрок свободен в своём подходе к исследованию своего окружения.
После прохождения игры открывается режим «Новая Игра+», который позволяет пройти игру вновь, но уже со всеми усовершенствованиями лидара.

## Сюжет
Игра начинается в палатке, расставленной в абсолютно тёмной пещере. В палатке разложены вещи и фотография семьи главного героя. Единственный источник света в темноте — мерцающий красный огонёк. Подойдя к нему, игрок обнаруживает ручной лидар и шлем дополнительной реальности. Главный герой сообщает, что никто не спускался так глубоко на протяжении тысячелетий.
Продвигаясь по пещере, герой находит древний храм культистов, использовавшийся для жертвоприношений более тысячи лет назад. Следующими он обнаруживает клетки времён охоты на ведьм. Герой сообщает, что согласно легендам, умершие в пещере люди обречены вечно переживать момент своей смерти. При разведывании этих мест сканер начинает давать сбои. Герой сообщает, что это технические неполадки и сенсор иногда показывает данные из сканирований, сделанных в прошлом. Тем не менее он не может таким образом объяснить все увиденное.
Далее герой находит подземное озеро, а за ним — заброшенную шахту. Постепенно становится понятно, что он продвигается не вглубь пещеры, а наоборот к поверхности. Герой рассказывает о том, что все вокруг на самом деле происходит в его памяти, а сам он умер в этой пещере, хотя и не помнит как. Запустив лифт и поднявшись наверх, герой видит свою семью, скорбящую о нём. Достигнув поверхности, игра медленно переносит камеру обратно на самое дно пещеры. Герой опять выходит из своей палатки, подходит к сканеру, но в этот раз замечает, что его руки состоят из цветных точек. Увидев это, он кричит в ужасе.

## Разработка
Автором идеи Scanner Sombre был один из директоров Inversion Software Крис Делэй. На создание этой игры его вдохновил музыкальный клип 2008 года группы Radiohead на песню «House of Cards», сделанный с помощью технологии лидара. Помимо этого, на разработку Scanner Sombre повлияли игры Gone Home и Dear Esther.
Первый прототип игры был представлен в начале 2016 года на выставке Rezzed. Одновременно с ним Introversion Software представили прототип игры «Wrong Wire», которая так и не увидела свет. Оба прототипа были созданы за месяц, но идеи этих игр появились ещё до Prison Architect. Вся игра целиком была разработана за 9 месяцев, но и этот срок оказался более долгим, чем изначально планировалось. После шести лет интенсивной работы над Prison Architect авторы хотели сделать небольшую игру, которая была бы «очень странной, художественной и креативной».
Возможность просмотра карты разведанной пещеры была добавлена в результаты теста игры. Разработчики заметили, что игроки часто теряются в подземных ходах. Дополнительной причиной добавления карты стало то, что Крису Делэю понравилась как она выглядит. Необходимость жёстко вести игрока в определённых местах в необходимом направлении родилась в результате того, что при полном отсутствии света оказалось невозможным использовать традиционные для жанра подсказки в виде более ярких или более тёмных участков.
В некоторых случаях лидар ведёт себя неестественно. Например, точки на воде исчезают, но при этом её поверхность отражает точки, расположенные на стенах и других объектах. Разработчики это сделали осознанно. Тем самым они хотели вызвать у игрока ощущение, что с пещерой что-то неладно. Делэй так же рассказал, что не противился добавлению в игры эффектов, которые, возможно, не реалистичны, но при этом улучшают атмосферу игры или её визуальную составляющую.
Музыку и звуковое сопровождение написал Алистер Линдсей, который работал над звуком каждой игры Introversion начиная с Darwinia. По его собственному заявлению, Scanner Sombre была для него проектом мечты. Как дизайнер звука, он всегда мечтал поработать над игрой, в которой бы не было визуальных эффектов, а связь с игровым миром основывалась бы исключительно на звуках.
VR-версия игры вышла на два месяца позже PC-версии. Это было сделано для того, чтобы игроки не подумали, что Scanner Sombre — это исключительно игра для виртуальной реальности.

## Отзывы и продажи
| Сводный рейтинг    | Сводный рейтинг |
| Агрегатор          | Оценка          |
| ------------------ | --------------- |
| Metacritic         | 67/100          |
| Иноязычные издания |                 |
| Издание            | Оценка          |
| Destructoid        | 6,5/10          |
| Game Informer      | 80/100          |
| PC Gamer (US)      | 80/100          |
| Gaming Trends      | 65/100          |

Scanner Sombre получила смешанные, но в целом положительные отзывы критиков.
Том Маркс из PC Gamer поставил игре 80 баллов из 100 возможных. Он охарактеризовал Scanner Sombre как «короткую, но приятную игру-исследование». Он похвалил новаторскую игровую механику и дизайн звука. Он отметил, что игра проходится очень быстро, после чего не покидает ощущение, что она так и не раскрыла весь свой потенциал. Тем не менее, он заключил, что опыт полученный от игры, часть которого разыгрывается в воображении игрока, восполняет короткое игровое время. Обозреватель сайта Game Informer Джеви Гуолтни тоже поставил игре 80 баллов и пришёл к похожим выводам. В своей рецензии он написал, что несмотря на то, что игра проходится за 3 часа, а игровая механика целиком состоит из решения головоломок путём покраски окружения цветными точками, постоянная атмосфера плохого предчувствия и сюжетная развязка делают прохождение захватывающим.
Бретт Македонски с сайта Destructoid дал Scanner Sombre 6.5 балла из 10. Он отметил, что вся игра построена вокруг одного приёма, и хотя сам приём красивый и увлекательный, кроме него в игре практически ничего нет. По его мнению, игра достигает своего пика в середине, а после этого уже никогда не достигает такого же уровня напряжения. Рецензент Gaming Trends Шон Энтони назвал игру «быстрым, красивым, но меланхоличным развлечением». Он похвалил её за сюжет и визуальную составляющую, но раскритиковал за отсутствие разнообразия. Помимо этого он отметил, что рука со сканером, которая является единственным «реальным» объектом в игре, выглядит чужеродно.
По заявлению самих разработчиков, игра стала коммерческим провалом. За первые 3 месяца было продано всего 7500 копий игры.